# ميلتون دريك
ميلتون دريك (بالإنجليزية: Milton Drake)‏ هو كاتب أغاني وشاعر أمريكي، ولد في 3 أغسطس 1912، وتوفي في 13 نوفمبر 2006.

## وصلات خارجية
- ميلتون دريك على موقع IMDb (الإنجليزية)
- ميلتون دريك على موقع ميوزك برينز (الإنجليزية)
- ميلتون دريك على موقع قاعدة بيانات برودواي على الإنترنت (الإنجليزية)
- ميلتون دريك على موقع ديسكوغز (الإنجليزية)
- ميلتون دريك على موقع قاعدة بيانات الفيلم (الإنجليزية)